# Nordenskjöld-Gletscher (Südgeorgien)
Der Nordenskjöld-Gletscher ist ein großer Gletscher auf Südgeorgien. Er fließt in nördlicher Richtung zum Kopfende der Cumberland East Bay.
Kartiert wurde er bei der Schwedischen Antarktisexpedition (1901–1903). Benannt ist er nach deren Leiter Otto Nordenskjöld (1869–1928).